# Герб Камских Полян
Герб городского поселения «Посёлок городского типа Ка́мские Поля́ны» Нижнекамского района Республики Татарстан Российской Федерации.
Герб утверждён Решением № 5 Совета муниципального образования «посёлок городского типа Камские Поляны» 1 марта 2007 года.
Герб внесён в Государственный геральдический регистр Российской Федерации под регистрационном номером 3152 и в Государственный геральдический реестр Республики Татарстан под № 94.

## Описание герба
«В лазоревом поле золотая ветряная мельница с обращёнными косвенно четырьмя лопастями, дощатая, на сложенном из валунов основании с закрытыми двустворчатыми дверьми».

## Описание символики герба
Герб поселения Камские Поляны языком символов и аллегорий отражает его историко-культурные и природные особенности.
Традиционно мельница является символом плодородия, удачи, усердия, труда. Поэтому в гербе золотая мельница аллегорически показывает трудолюбие местных жителей, их предприимчивость, профессионализм. Это символ упорства, движения вперёд, преодоления трудностей и достижения успеха.
Кроме того, мельница здесь — образ богатого исторического наследия поселения
Золото в геральдике — символ богатства, стабильности, уважения и интеллекта.
Синий цвет поля, символ водных просторов, указывает на реку Каму, давшую своё имя поселению. Также синий цвет аллегорически отражает природное богатство, экологическую чистоту местных земель.

## История герба
Идея герба: Дамир Гизатуллин, Рашид Шигабутдинов (оба пгт. Камские Поляны).
Доработка герба произведена авторской группой Геральдического совета при Президенте Республики Татарстан совместно с Союзом геральдистов России в составе:
Рамиль Хайрутдинов (Казань), Радик Салихов (Казань), Ильнур Миннуллин (Казань), Константин Мочёнов (Химки), Кирилл Переходенко (Конаково), Оксана Афанасьева (Москва).